# Megopis kudrnai
Megopis kudrnai là một loài bọ cánh cứng trong họ Cerambycidae.